# بک‌هال
بک هال شامل مجموعه ای از لینک‌ها و پیوندها بین شبکه اصلی (یا ستون فقرات) و زیر شبکه‌ها کوچکتر در لبه شبکه است (مثل شبکه‌های خصوصی و محلی). در واقع بک هال داده‌ها را از دکل‌های مخابراتی به هسته شبکه منتقل می‌کند.
یکی از مرسوم‌ترین شبکه‌هایی که بک هال در آن پیاده‌سازی می‌شود شبکه تلفن همراه است که به آن بک هال موبایل می‌گویند. در بک هال موبایل یک سایت سلولی به شبکه اصلی متصل می‌شود. روش‌های اصلی پیاده‌سازی بک هال موبایل، بک هال مبتنی بر فیبر و بک هال نقطه به نقطه بی‌سیم است. 

## ایجاد بک هال
این فناوری‌های انتقال را می‌توان جهت ایجاد بک هال استفاده کرد:
1. کابل‌های مسی
2. فیبر نوری
3. مایکروویو
4. اترنت : از اترنت برای اتصال دستگاه‌های مختلف به اینترنت شبکه داخلی (LAN) یا شبکه گسترده (WAN) استفاده می‌شود.

## مزایا استفاده از بک هال
افزایش پهنای باند: یکی از مزایای استفاده از بک هال افزایش پهنای باند است در واقع با استفاده از بک هال می‌توان داده‌ها را در مسافت‌های طولانی منتقل کرد.
انتقال سریع داده: با استفاده از بک هال شبکه‌ها می‌توانند داده‌ها را با سرعت بیشتر، تأخیر کمتر و با کیفیت بالاتری منتقل کنند.
کاهش هزینه‌ها: با استفاده از بک هال می‌توان هزینه‌های ارتباطی را کاهش داد به‌خصوص در شبکه‌های بی‌سیم.
پایداری بالا: شبکه بک هال پایداری بالایی دارا است و این به این معناست که مقاومت زیادی در برابر اختلالات و خرابی‌های شبکه دارد. چون بک هال به عنوان مسیر انتقال داده بین شبکه‌های مختلف و شبکه اصلی عمل می‌کند بنابراین اگر این ویژگی را دارا نباشد و به درستی عمل نکند و قطع شود انتقال داده مختل خواهد شد و این منجر کاهش کیفیت خدمات و از کار افتادن خدمات ارتباطی می‌شود.
این ویژگی‌های زیاد و مزایا باعث می‌شود بک هال بخش اساسی در طراحی و گسترش شبکه‌ها باشد. 

## محدودیت‌های بک هال
برخی از محدودیت‌های بک هال عبارتند از:
- ظرفیت محدود
- هزینه‌های زیاد
- مشکلات سیگنال
- پایداری و تأخیر

## جمع‌بندی
بک هال یکی از اجزای‌های مهم در ساختار شبکه‌های ارتباطی است که انتقال داده‌ها را به ایستگاه اصلی را بر عهده دارد و با توجه به به نیاز روزافزون به شبکه و سرعت بالا در شبکه‌ها، شبکه بک هال در حال تحول و به روز شدن است.
باید سعی کرد با استفاده از فناوری‌های نوین مثل فیبر نوری و سیستم‌های خودکار و .. سعی کرد که چالش‌های موجود در بک هال را برطرف کرد.